# Chlorospingus
Chlorospingus és un dels gèneres d'ocells de la família dels passerèl·lids (Passerellidae).

## Taxonomia
Segons la classificació del Congrés Ornitològic Internacional (versió 11.1, 2021), aquest gènere conté 8 espècies:
- Chlorospingus flavopectus - tàngara de matollar comuna.
- Chlorospingus tacarcunae - tàngara de matollar del Tacarcuna.
- Chlorospingus inornatus - tàngara de matollar del Pirré.
- Chlorospingus semifuscus - tàngara de matollar cendrosa.
- Chlorospingus pileatus - tàngara de matollar celluda.
- Chlorospingus parvirostris - tàngara de matollar bigotuda.
- Chlorospingus flavigularis - tàngara de matollar gorjagroga.
- Chlorospingus canigularis - tàngara de matollar capgrisa.

La taxonomia i la sistemàtica de la tàngara de matollar comuna estan en revisió; sembla ser una superespècie o fins i tot un complex de superespècies, almenys 5 a Mèxic i l'oest mitjà dels Estats Units i esdevé (provisionalment) C. flavopectus (Lafresnaye, 1840) amb restricció de localitat tipus de C. ophthalmicus a Mèxic. Quan es tracta com una sola espècie (com en aquesta pàgina), C. flavopectus té prioritat sobre C. ophthalmicus (Du Bus de Gisignies, 1847) (SACC 521).